# ホルム公 (クラスヌィー・ホルム)
ホルム公（ロシア語: Князь Холмский）は、トヴェリ大公国の分領公国であったホルム公国の君主の称号である。（「公」はクニャージからの訳出による）君主号・公国の名は、その首都だったホルム（現クラスヌィー・ホルム）による。

## ホルム公の一覧
括弧内は在位年。
- フセヴォロド・アレクサンドロヴィチ(ru)（1339年 - 1365年）
- イヴァン・フセヴォロドヴィチ（1365年 - 1402年）
- ユーリー・フセヴォロドヴィチ(ru)（1402年 - 1410年）
- ドミトリー・ユーリエヴィチ（1410年 - 1454年以降）
- ミハイル・ドミトリエヴィチ(ru)（1454年以降 - 1486年）